# 대한민국 형법 제271조
대한민국 형법 제271조는 유기, 존속유기에 대한 형법각칙의 조문이다.

## 조문
제271조(유기, 존속유기) ① 노유, 질병 기타 사정으로 인하여 부조를 요하는 자를 보호할 법률상 또는 계약상의무 있는 자가 유기한 때에는 3년 이하의 징역 또는 500만원 이하의 벌금에 처한다. <개정 1995.12.29>
②자기 또는 배우자의 직계존속에 대하여 제1항의 죄를 범한 때에는 10년 이하의 징역 또는 1천500만원 이하의 벌금에 처한다. <개정 1995.12.29>
③제1항의 죄를 범하여 사람의 생명에 대한 위험을 발생하게 한 때에는 7년 이하의 징역에 처한다.
④제2항의 죄를 범하여 사람의 생명에 대하여 위험을 발생한 때에는 2년 이상의 유기징역에 처한다.

第271條(遺棄, 尊屬遺棄) ① 老幼, 疾病 其他 事情으로 因하여 扶助를 要하는 者를 保護할 法律上 또는 契約上義務 있는 者가 遺棄한 때에는 3年 以下의 懲役 또는 500萬원 이하의 罰金에 處한다. <改正 1995.12.29.>
②自己 또는 配偶者의 直系尊屬에 對하여 第1項의 罪를 犯한 때에는 10年 以下의 懲役 또는 1千500萬원 이하의 罰金에 處한다. <改正 1995.12.29.>
③第1項의 罪를 犯하여 사람의 生命에 對한 危險을 發生하게 한 때에는 7年 以下의 懲役에 處한다.
④第2項의 罪를 犯하여 사람의 生命에 對하여 危險을 發生한 때에는 2年 以上의 有期懲役에 處한다.

## 판례
- 유기죄는 법률상 또는 계약상의 보호의무있는 자만을 그 주체로 규정하고 있으므로, 동행자가 구조를 요하게 되었다 하여도 일정한 거리를 동행한 관계가 있다는 사실만으로서는 법률상․계약상의 보호의무가 있다고 할 수 없다[1]
- 형법 제271조 제1항에서 말하는 법률상 보호의무 가운데는 민법 제826조 제1항에 근거한 부부간의 부양의무도 포함되며, 당사자 사이에 주관적으로 혼인의 의사가 있고 객관적으로도 사회관념상 가족질서적인 면에서 부부공동생활을 인정할 만한 혼인생활의 실체가 존재한다면 사실혼 관계에서도 보호의무가 인정된다.[2]
- 유기죄는 행위자가 요부조자에 대한 보호책임의 발생 원인이 된 사실이 존재한다는 것을 인식하고 이에 기한 부조의무를 해태한다는 의식이 있음을 요한다.[3]

## 참고 문헌
- 김재윤(학원인), 손동권 저, 새로운 형법각론, 율곡출판사, 2013. ISBN 9788997428342

## 같이 보기
- 감금죄
- 강도상해죄

1. ↑  76도3419
2. ↑  대판 2008.2.14, 2007도3952
3. ↑  대판 1988.8.9, 86도225